# Heresiarca
Heresiarca es el primer autor de una herejía o líder de una secta herética. 
Es constante que los más antiguos heresiarcas hasta Manes, inclusive, fueran o bien judíos que querían sujetar los cristianos a la ley de Moisés, o bien paganos mal convertidos que querían someter la doctrina cristiana a las opiniones de la filosofía helenista. Tertuliano lo hizo ver en su libro De las Prescripciones, cap. VII, y demostró individualmente que todos los errores que habían turbado el cristianismo hasta entonces, procedían de alguna de las escuelas de filosofía. San Gerónimo pensó de la misma manera: según la observación de un docto los filósofos no vieron sin envidia que un pueblo a quien despreciaban, se había vuelto sin estudio infinitamente más instruido que ellos sobre los cuestiones más interesantes al género humano, la naturaleza de Dios y del hombre, el origen de todas las cosas, la providencia que gobierna el mundo, la regla de las costumbres; y trataron de apropiarse parte de estas riquezas para hacer creer que se debían más bien a la filosofía que al Evangelio. Este motivo no era muy puro para formar cristianos fieles y dóciles.
Mosheim conjetura con mucha probabilidad que los judíos convencidos con la santidad y perpetuidad de la ley de Moisés no querían reconocer la divinidad de Jesucristo, ni confesar que era hijo de Dios por no verse precisados a convenir en que había podido abolir la ley de Moisés en calidad de tal; y que los herejes gnósticos seguían más bien los dogmas de la filosofía oriental que los de Platón y los otros filósofos griegos. Pero esta segunda opinión no es tan cierta, ni tan importante como presume Mosheim. Hace mención de una tercera especie de herejes, que eran unos hombres licenciosos, según los cuales la gracia del Evangelio libraba a los hombres de toda ley religiosa y civil y en su conducta se conformaban con esta máxima. Sería difícil probar que estos hombres compusieron una secta particular.

## Heresiarcas de los primeros siglos
En el siglo I los apóstoles pusieron en el número de los herejes a Himeneo, Fileto, Hermógenes, Figelo, Demas, Alejandro, Diótrefes, Simón el Mago, los nicolaitas y los nazareos. Parece que San Juan evangelista no había muerto aún, cuando ya metían ruido Dositeo, Menandro, Ebion, Cerinto y algunos otros. 
En el siglo II más de cuarenta sectarios dieron que hablar y adquirieron secuaces. Entonces el cristianismo que acababa de nacer, llamaba la atención de todos, era objeto de todas las disputas y tenía divididas todas las escuelas; pero Hegesipo atestaba que hasta su tiempo, es decir, hasta el año 133 de Jesucristo, la iglesia de Jerusalén no se había dejado corromper aún de los herejes: el celo y la vigilancia de sus obispos la habían preservado de la seducción.
Una observación importante hay que hacer sobre este asunto es que los heresiarcas más antiguos y que más en estado se hallaban de comprobar los hechos referidos en el Evangelio, no negaron jamás la verdad de ellos. Aunque interesados en desacreditar el testimonio de los apóstoles, no negaron la sinceridad de él. Bayle define a un heresiarca como un hombre que para hacerse cabeza de partido siembra la discordia en la iglesia y rompe la unidad de ella no por celo de la verdad, sino por ambición, por envidia o por cualquier otra pasión injusta. Es raro, dice, que obren de buena fe los autores de un cisma. Esa es la razón por la que san Pablo pone las sectas o las herejías en el número de las obras de la carne que condenan a los que las cometen. Esa es la razón por la que dice que un hereje es un hombre perverso, condenado por su propio juicio. 
Gran número de heresiarcas han causado guerras intestinas en su propia secta y han sido refutados y contradichos en muchos puntos por los mismos a quienes había seducido
- la doctrina de Manes no se conservó integra ni entre los paulicianos, ni entre los búlgaros, ni entre los albigenses
- la de Arrio fue expugnada por los semiarrianos lo mismo que por los católicos
- los nestorianos hacen profesión de no seguir a Nestorio
- los jacobitas llaman anatema a Eutiques

Unos y otros se avergüenzan del nombre de sus fundadores. 
En el siglo III pintó Tertuliano de antemano a los heresiarcas de todos los siglos en su libro De las prescripciones. Ellos desechan, dice, los libros de la Escritura que los incomodan, interpretan los demás o su modo y no hacen escrúpulo de alterar el sentido de ellos en sus versiones. Para ganar un prosélito le predican la necesidad de examinarlo todo y de buscar la verdad por si, y cuando le tienen ya de su parte, no consienten que los contradiga. Halagan a las mujeres y a los ignorantes haciéndolos creer que pronto sabrán más que todos los doctores; declaman contra la corrupción de la iglesia y del clero. En el siglo XVI, Erasmo de Róterdam hacía un retrato enteramente parecido de ellos.